# Protancylis amseli
Protancylis amseli är en fjärilsart som beskrevs av Diakonoff 1983. Protancylis amseli ingår i släktet Protancylis och familjen vecklare. Inga underarter finns listade i Catalogue of Life.